# Jeronimo
Jeronimo war eine deutsche Hardrock- und Rock-Band aus Frankfurt am Main.

## Geschichte
Die Gruppe Jeronimo wurde 1969 von Rainer Marz (Gitarre), Gunnar Schäfer (Bass) und Ringo Funk (Schlagzeug) gegründet. Mit ihren ersten beiden Singles erzielten Jeronimo gleich europaweite Erfolge mit den Coverversionen Heya (1969, J.J. Light) und Na Na Hey Hey Kiss Him Goodbye (1970, Steam).
1970 erschien die in pinkfarbenem Vinyl gepresste LP Spirit Orgaszmus of Jeronimo and Creedence Clearwater Revival, die jeweils eine Seite mit Titeln von Jeronimo und eine Seite mit Songs von Creedence Clearwater Revival enthielt. Das Album wurde aufgrund der eigenwilligen Covergestaltung (ein Penis ejakuliert die Musiker) zum Prototyp späterer Veröffentlichungen im Progressivegenre.
1969 tourte Jeronimo gemeinsam mit Steppenwolf durch Deutschland und spielte 1970 auf verschiedenen Festivals wie dem ersten Burg-Herzberg-Festival und u. a. auf dem vom späteren Frankfurter Erfolgsproduzenten Peter Hauke (Nektar, Peter Maffay, Supermax) veranstalteten Rock Circus Open Air im Frankfurter Radstadion am 20./21. Juni mit The Byrds und Black Sabbath. Höhepunkt des Jahres war zuvor ein Auftritt auf dem – ebenfalls von Peter Hauke veranstalteten – legendären Progressive Pop Festival Köln am 3./4. April, u. a. mit Deep Purple, Golden Earring, Tyrannosaurus Rex (später T. Rex), The Kinks, Barclay James Harvest, Procol Harum und weiteren Bands.
1971 tourte Jeronimo gemeinsam mit Deep Purple, der Gruppe Krokodil aus der Schweiz und Golden Earring aus den Niederlanden durch Schweden und die Schweiz. Ein Auftritt in Lausanne im Rahmen eines UNICEF-Projekts wurde 1971 weltweit im Fernsehen ausgestrahlt. 
Trotz Erfolg löste sich die Band 1972 nach der Veröffentlichung von drei eigenen Alben und mehreren Tourneen auf. Schlagzeuger Ringo Funk wechselte zu Atlantis und Rainer Marz avancierte zu einem äußerst gefragten Studiogitarristen im Umfeld des inzwischen als Musikproduzent tätigen Peter Hauke. Außerdem wurde Marz festes Mitglied der Liveband Supermax von Kurt Hauenstein.
1982 nahmen die Gründungsmitglieder ihren größten Erfolg Heya nochmals in neuen Versionen auf, die als Single (CBS) erschienen, aber erst im Jahr 2001 fanden die drei Musiker wieder zusammen. Seitdem erfolgten auch wieder gemeinsame Konzerte, u. a. am 16. Mai 2004 im Waldstadion Frankfurt.
Bereits im November 2000 hatte Ringo Funk die Rechte am sämtlichen Songmaterial von Jeronimo erworben. Im Anschluss wurde das Material digital überarbeitet und im Frühjahr 2002 auf vier CDs veröffentlicht. Im Jahre 2019 wurde zum fünfzigsten Jubiläum der Bandgründung eine auf 300 CDs limitierte spezielle Auflage von Jeronimo veröffentlicht.
Rainer Marz verstarb am 11. April 2016 in Bad Nauheim.

## Diskografie

### Alben
- 1970: Spirit Orgaszmus of Jeronimo and Creedence Clearwater Revival (LP)
- 1970: Cosmic Blues (LP)
- 1971: Jeronimo (LP)
- 1972: Time Ride (LP)
- 2003: Best of Jeronimo (CD)
- 2007: Timevision (DVD)